# Palau de la Diputació de Lleida
El Palau de la Diputació de Lleida és un edifici de Lleida situat a la rambla de Ferran i al carrer del Carme i acull des de 1898 la seu central de la Diputació de Lleida, govern local de la província de Lleida. Actualment acull la Secretaria General, Cooperació Municipal, Àrea Econòmica, Informàtica, Recursos Humans, Recursos Patrimonials i Arxius, Estudis i Informació, a més de tota l'activitat política com el Ple, la Presidència, la Junta de Govern i les diferents Comissions Informatives. És un edifici protegit com a bé cultural d'interès local.

## Descripció
Edifici representatiu en cantonera, de planta baixa i tres pisos, amb desnivell entre el carrer del Carme i el Passeig Ferran. Façana de composició clàssica amb apantallament vers la Rambla Ferran, amb una bona resolució del problema del desnivell dels carrers. Està organitzat al voltant d'un pati central. Hi ha elements com pilars, pilastres i llindes que li confereixen gran qualitat arquitectònica. El balcó del serraller es troba a la façana del carrer Carme. Murs de càrrega i forjats esostàtics, fàbrica de totxo i aplacats de pedra. Balcó de forja situat a la façana del carrer Carme, ricament ornamentat i de gust barroc.

## Història
Als anys 1700 apareix el balcó a Lleida, gràcies al qual els edificis compten amb major possibilitat a les obertures. Els mestres d'obres comencen a col·locar balcons de ferro, eixint de les façanes i aquest del Serraller fou d'una casa pairal, després instal·lat al Palau de la Diputació.
L'edifici es va construir entre l'any 1789 i el 1795 com a hospici damunt de l'antic Hospital del Sant Esperit destruït per la Guerra de Successió, amb part dels béns de Gaspar de Portolà. El 1873 es va voler establir la seu de la Diputació en aquest emplaçament però l'hospici estava en runes. Els diputats volien bastir un edifici de nova planta costejat amb la venda de l'antic hospici del carrer del Carme, però per manca de recursos es va haver d'abandonar l'antic convent de Sant Francesc i es va arranjar l'edifici per establir-hi la seu de la Diputació.